# Invictus maneo

Cimiero del clan Armstrong

Invictus maneo è una locuzione latina che significa "Rimango invinto", cioè "rimango imbattuto".
Invictus maneo è il motto del clan scozzese Armstrong negli Scottish Borders.